# Gmina Radków (Powiat Włoszczowski)
Die Gmina Radków ist eine Landgemeinde im Powiat Włoszczowski der Woiwodschaft Heiligkreuz in Polen. Ihr Sitz ist das gleichnamige Dorf.

## Gliederung
Zur Landgemeinde (gmina wiejska) Radków gehören folgende Dörfer mit einem Schulzenamt:
Bałków
Bieganów
Brzeście
Chycza
Dzierzgów
Kossów
Krasów
Kwilina
Nowiny
Ojsławice
Radków
Skociszewy
Sulików
Świerków